# Çanaqçı (Daşkəsən)
Çanaqçı è un comune dell'Azerbaigian situato nel distretto di Daşkəsən. Conta una popolazione di 420 abitanti.